# Святой Аетан
Святой Аетан (валл. Aeddan, лат. Aidanus; родился около 520 года (?); жил в VI веке) — ученик Дубриция. Он упоминается в «Книге из Лландава», совместно с, например, Инабуи, Увелвиу и Арвистлом, как ученики Дубриция. Он был, возможно ошибочно, включен в список епископов Лландава между Эутогуи и Бертуином. Единственная грамота под его именем касается Мавурн в долине Доре и делает его современником Кинвина ап Пейбио. При выдаче грамоты упоминались правитель Диведа, Аэрколе, а также Элуистл.

## Биография
Аетан предположительно был сыном Кау, великого пиктского повелителя Севера. Он отправился на юг, возможно, со своим братом Гильдасом, и стал учеником святого Диврига в Хентланде в Эргинге, а затем другом святого Деви. Вместе с Тейло и Исвайлом, Аетан и Деви отправились в Миниу (Сент-Дейвидс), где Деви основал свое знаменитое аббатство. Сначала их преследовал ирландский пират по имени Бвиа, но в конце концов он был сбит, а его крепость сожжена дотла. Часто рассказывают старую историю о том, как, пока Аетан и Тейло читали в монастыре в Миниу, их призвали пополнить монастырские запасы топлива. Раздраженные тем, что их отвлекли от учёбы, оба монаха ушли с топорами в лес; но их задача оказалась намного проще, чем ожидалось, когда два ручных оленя помогли им донести дрова домой. В двух милях от Сент-Дейвидса есть колодец и бассейн, названные в честь Аетана, и он является покровителем церкви в Ллаухадене в Пембрукшире. Говорят, что он оставил свой колокольчик, подаренный ему святым Деви, и обнаружил, что он чудесным образом перенесён к нему! Традиционно он также помогал остановить англо-саксонское вторжение в Британию с помощью молитвы. К сожалению, его часто путают с одноимённым епископом Фернса, жившим в начале VII века, и иногда ошибочно называют епископом Лландава. Истинная традиция, по-видимому, заключалась в том, что в преклонном возрасте он вернулся к своим корням в Эргинге и стал епископом этого королевства.